# Аминотрансферазы

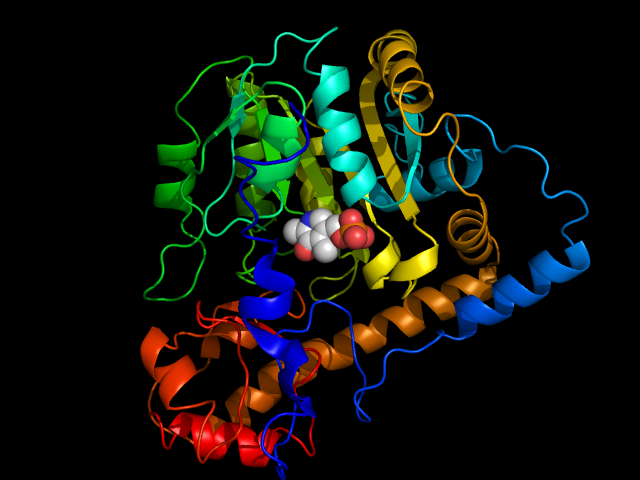
Аспартатаминотрансфераза из клеток E. coli с кофактором пиридоксаль-5-фосфатом

Аминотрансфера́зы (трансаминазы) — ферменты из группы трансфераз, катализирующие перенос аминогрупп от аминокислот на кетокислоты без образования свободного аммиака. Эти реакции трансаминирования осуществляют связь между белковым и углеводным обменом. Аминотрансферазы также называют трансаминазами, а реакцию — трансаминированием. Ферменты относятся к подклассу КФ 2.6.

## Биохимические реакции аминотрансфераз
Для аминотрансфераз донором аминогрупп являются аминокислоты, а акцептором — кетокислоты:
AK1 + KK2 ↔ KK1 + AK2

Общая реакция трансаминирования

В составе простетической группы аминотрансферазы
содержат производные витамина B6. Во время переноса аминогруппы простетическая группа переходит из пиридоксаль-5-фосфатной формы в пиридосамино-5-фосфатную форму.
Механизм реакции трансаминирования (переаминирования) открыт в 1937 году советскими учеными А. Е. Браунштейном и М. Г. Крицман.
Процесс протекает в две стадии.
1. Альдегидная группа пиридоксальфосфата (-СНО) взаимодействует с аминогруппой аминокислоты с образованием иминной связи в основании Шиффа: сначала α-аминогруппа аминокислоты-донора замещает ε-аминогруппу апофермента, а затем происходит перегруппировка через кетимин и в результате гидролиза образуется пиридосамино-5-фосфат и α-кетокислота.
2. Реакции повторяются в обратном порядке

Аминотрансферазы являются каталитически совершенными ферментами.
Аминотрансферазы содержатся практически во всех органах, но наиболее активно реакции трансаминирования идут в печени.
К этой группе ферментов относятся используетмые в клинической лабораторной диагностике ферменты аспартатаминотрансфераза (АСТ) и аланинаминотрансфераза (АЛТ). Эти фeрменты были открыты в 1954 году, а в 1955 описана их роль в организме и значение для клинической диагностики.